# Герой України
Звання Геро́й Украї́ни — державна нагорода України, найвищий ступінь відзнаки в Україні, що надається громадянам України за здійснення визначного геройського вчинку або видатного трудового досягнення. Героєві України вручається орден «Золота Зірка» за здійснення визначного геройського вчинку або орден Держави — за надзвичайні трудові досягнення.
Звання Герой України може бути надано, як виняток, посмертно іноземцю, нагородженому орденом Героїв Небесної Сотні, за здійснення визначного геройського вчинку, пов'язаного з відстоюванням конституційних засад демократії, прав і свобод людини під час Революції Гідності (листопад 2013 року — лютий 2014 року).

## Історія нагороди
- 23 серпня 1998 року Указом Президента України Л. Д. Кучми № 944/98 встановлена відзнака Президента України «Герой України» (з врученням ордена «Золота Зірка» або ордена Держави). Указом також затверджені Статут відзнаки Президента України «Герой України» та описи орденів «Золота Зірка» та Держави.
- 16 березня 2000 року Верховна Рада України прийняла Закон України «Про державні нагороди України», у якому було передбачено, що державною нагородою України — вищим ступенем відзнаки в Україні є звання Герой України (з врученням ордена «Золота Зірка» або ордена Держави). Було установлено, що дія цього Закону поширюється на правовідносини, пов'язані з нагородженням осіб, нагороджених відзнаками Президента України до набрання чинності цим Законом; рекомендовано Президентові України привести свої укази у відповідність із цим Законом.
- 2 грудня 2002 року Указом Президента України № 1114/2002 був визнаний таким, що втратив чинність, попередній Указ № 944/98; затверджено новий Статут звання Герой України; затверджені нові описи ордена «Золота Зірка» та ордена Держави звання Герой України і нової мініатюри до них.
- 13 квітня 2017 року Верховна Рада ухвалила поправку до закону «Про державні нагороди України», відповідно до якої, звання Герой України може бути надано, як виняток, посмертно іноземцю, нагородженому орденом Героїв Небесної Сотні, за здійснення визначного геройського вчинку, пов'язаного з відстоюванням конституційних засад демократії, прав і свобод людини під час Революції Гідності (листопад 2013 року — лютий 2014 року)[1].
- 28 березня 2019 року Указом Президента України № 92/2019 Статут звання Герой України був доповнений положенням щодо виплати одноразової грошової винагороди особам, яким надано звання Герой України за здійснення визначного геройського вчинку з врученням ордена «Золота Зірка», або членам їх сімей у разі надання звання Герой України з відзначенням орденом «Золота Зірка» посмертно або в разі смерті особи, якій надано звання Герой України із врученням ордена «Золота Зірка», у 50-кратному розмірі прожиткового мінімуму, встановленого для працездатних осіб на 1 січня календарного року, в якому надано звання Герой України.[2]

## Нагородні атрибути звання Герой України
Особі, відзначеній званням Герой України, вручаються нагородні атрибути звання Герой України: орден «Золота Зірка» або орден Держави, Грамота про надання звання Герой України, мініатюра ордена, посвідчення про надання звання Герой України.

## Опис ордена «Золота Зірка» звання Герой України

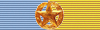
Планка ордена «Золота зірка» відзнаки Президента України «Герой України» (до 2002)

Орден «Золота Зірка» звання Герой України виготовляється із золота і має форму п'ятикутної зірки, накладеної на вінок із дубового листя. Промені зірки поліровані.
- Розмір ордена між протилежними вершинами зірки 35 мм.
- Зворотний бік ордена плоский, з написом рельєфними літерами «Герой України» та порядковим номером ордена.
- У верхньому промені зірки є кільце з вушком, яке сполучається з фігурною колодкою, обтягнутою стрічкою. Довжина колодки — 45 мм, ширина — 28 мм. На зворотному боці колодки є застібка для прикріплення ордена до одягу.
- Стрічка ордена шовкова муарова зі смужками синього і жовтого кольорів. Ширина стрічки — 28 мм, ширина кожної смужки — 14 мм.

Відповідно до Статуту відзнаки Президента України «Герой України», було передбачено, що замість ордена нагороджений міг носити мініатюру ордена або орденську планку, які розміщуються вище мініатюр і планок інших відзнак Президента України.
- Планка ордена «Золота Зірка» — це прямокутна металева пластинка, обтягнута стрічкою. На планці — позолочене зображення ордена «Золота Зірка». Розмір планки: висота — 12 мм, ширина — 28 мм.
- Мініатюра ордена «Золота Зірка» є копією ордена у зменшеному вигляді.

Згідно з чинним Статутом звання Герой України, замість ордена, особа відзначена званням Герой України, може носити мініатюру ордена, яка розміщується вище мініатюр і планок інших державних нагород України; орденська планка не передбачена.

## Опис ордена Держави звання Герой України

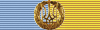
Планка ордена Держави відзнаки Президента України «Герой України» (до 2002)

Орден Держави звання Герой України виготовляється із золота і має форму Знака Княжої Держави Володимира Великого (тризуба) в обрамленні двох дубових гілок. Зображення рельєфні.
- Розмір ордена: довжина — 35 мм, ширина — 36 мм.
- Зворотний бік ордена плоский, з написом рельєфними літерами «Герой України» та порядковим номером ордена.
- На верхівці середнього вістря тризуба є кільце з вушком, яке сполучається з фігурною колодкою, обтягнутою стрічкою. Довжина колодки — 45 мм, ширина — 28 мм. На зворотному боці колодки є застібка для прикріплення ордена до одягу.
- Стрічка ордена шовкова муарова зі смужками синього і жовтого кольорів. Ширина стрічки — 28 мм, ширина кожної смужки — 14 мм.

Відповідно до Статуту відзнаки Президента України «Герой України», було передбачено, що замість ордена нагороджений міг носити мініатюру ордена або орденську планку, які розміщуються вище мініатюр і планок інших відзнак Президента України.
- Планка ордена Держави являє собою прямокутну металеву пластинку, обтягнуту стрічкою. На планці — позолочене зображення ордена Держави. Розмір планки: висота — 12 мм, ширина — 28 мм.
- Мініатюра ордена Держави є копією ордена у зменшеному вигляді.

Згідно з чинним Статутом звання Герой України, замість ордена особа, відзначена званням Герой України, може носити мініатюру ордена, яка розміщується вище мініатюр і планок інших державних нагород України; орденська планка не передбачена.

## Опис мініатюри орденів «Золота Зірка» та Держави звання Герой України

Мініатюра орденів «Золота Зірка» та Держави звання Герой України

Для орденів відзнаки Президента України «Герой України» було передбачено, що мініатюра ордена є копією відповідного ордена у зменшеному вигляді.
На відміну від мініатюр орденів відзнаки Президента України «Герой України», мініатюра орденів «Золота Зірка» та Держави звання Герой України єдина, виготовляється із золота і має форму п'ятикутної зірки з гладкими двогранними променями з лицьового боку. У центрі зірки вміщено рельєфне зображення Знака Княжої Держави Володимира Великого.
- Діаметр кола, описаного навколо зірки, — 33 мм.
- Зворотний бік мініатюри плоский з написом рельєфними літерами «Герой України».
- Зірка за допомогою кільця з вушком з'єднується з колодкою, яка має форму прямокутної металевої пластинки висотою 19 мм і шириною 27 мм. Верхня і нижня частини колодки мають прорізи, через які поверхню колодки обтягнуто муаровою стрічкою шириною 24 мм зі смужками синього та жовтого кольорів.
- На зворотному боці колодки є застібка для прикріплення мініатюри до одягу.

## Положення про нагороду

### Статут звання Герой України

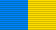
Стрічка орденів «Золота зірка» та Держави

Чинний Статут звання Герой України встановлює:

1. Звання Герой України присвоюється громадянам України за здійснення визначного геройського вчинку або визначних трудових досягнень.
2. Присвоєння звання Герой України провадиться указом Президента України.
3. Герою України вручається орден «Золота Зірка» за здійснення визначного геройського вчинку або орден Держави — за визначні трудові досягнення.
4. Герой України, удостоєний ордена «Золота Зірка», у разі здійснення ним визначних трудових досягнень може бути удостоєний ордена Держави, а Герой України, удостоєний ордена Держави, у разі здійснення ним геройського вчинку може бути удостоєний ордена «Золота Зірка».
5. Присвоєння звання Герой України вдруге з удостоєнням одного й того ж ордена не провадиться.
6. Звання Герой України може бути присвоєно посмертно.
7. Звання Герой України не присвоюється за заслуги, які мали місце в минулому і не пов'язані зі становленням та розвитком незалежної України.

### Процедура
Подання про відзначення званням Герой України, Президенту України можуть вносити: Верховна Рада України; Кабінет Міністрів України; Конституційний Суд України; Верховний Суд України; Вищий господарський суд України; Генеральна прокуратура України; міністерства та інші центральні органи виконавчої влади; Верховна Рада та Рада міністрів Автономної Республіки Крим; обласні, Київська та Севастопольська міські державні адміністрації; Комісія державних нагород та геральдики при Президентові України.
Висунення кандидатури до відзначення званням Герой України, здійснюється гласно за місцем роботи особи, яку представляють до нагородження, у трудових колективах підприємств, установ, організацій незалежно від типу та форми власності.
Клопотання про надання звання Герой України, порушується перед відповідним органом чи організацією вищого рівня.
Клопотання про відзначення званням Герой України, які порушуються органами місцевого самоврядування, подаються Президентові України через Раду міністрів Автономної Республіки Крим, відповідні обласні, Київську та Севастопольську міські державні адміністрації.
Клопотання про надання звання Герой України, які порушуються центральними органами творчих спілок, товариств, об'єднаннями громадян, подаються через Раду міністрів Автономної Республіки Крим, обласні, Київську та Севастопольську міські державні адміністрації або відповідні центральні органи виконавчої влади.
Клопотання про надання звання Герой України керівникам міністерств, інших центральних органів виконавчої влади, головам обласних, Київської та Севастопольської міських державних адміністрацій вносяться Кабінетом Міністрів України.
Органи, яким надано право представляти до відзначення званням Герой України, надсилають на ім'я Президента України подання про надання звання Герой України та нагородний лист установленого зразка.
У нагородному листі зазначаються конкретні заслуги особи, що стали підставою для порушення клопотання про відзначення званням Герой України. У разі згоди Президента з поданням, він видає указ про надання звання Герой України.
Церемонія нагородження проходить у Президентському палаці в Києві.
5 квітня 2022 року Президент України Володимир Зеленський оголосив, що Біла зала Маріїнського палацу, в якій керівництво держави приймає глав іноземних держав, матиме назву Біла зала Героїв України й тут нагороджуватимуть тих, кому присвоєно звання Героя України.
З 26 серпня 2024 року Героям України, котрим присвоєно звання за вчинення визначного геройського вчинку (із врученням ордена «Золота Зірка») надаватимуть одноразову адресну допомогу у вигляді житлового приміщення для постійного проживання. У разі їхньої загибелі відповідне право матимуть члени сімей. Текст указу президента № 596/2024 опубліковано на сайті глави держави.

## Герої України
‎

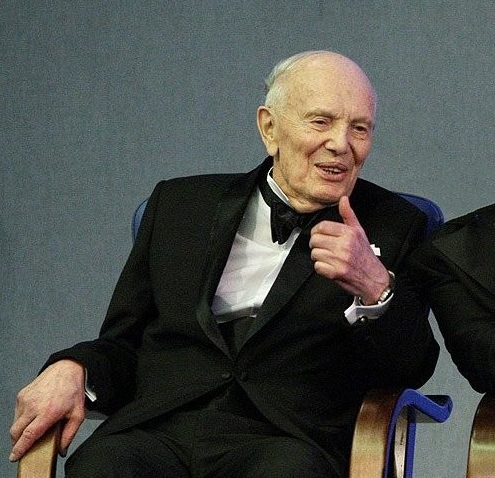
Борис Євгенович Патон — перший нагороджений званням Герой України

26 листопада 1998 року за самовіддане служіння науці, визначні досягнення в галузі зварювання та спеціальної електрометалургії, що сприяли визнанню й утвердженню авторитету вітчизняної науки у світі, відзнакою Президента України «Герой України» з врученням ордена Держави першим було нагороджено Патона Бориса Євгеновича — президента Національної академії наук України, академіка НАН України.
21 серпня 1999 року за особисту мужність і героїзм, виявлені під час проведення льотних випробувань нової авіаційної техніки, відзнакою Президента України «Герой України» з врученням ордена «Золота Зірка» першим було нагороджено Галуненка Олександра Васильовича — льотчика-випробувача Авіаційного науково-технічного комплексу імені О. К. Антонова.
Станом на 17 серпня 2025 року оприлюднені укази щодо присвоєння звання 1149 особам. Героями України стали 1106 чоловіків, 43 жінки. Орден «Золота Зірка» отримали 877 осіб, орден Держави — 272. Леонід Кучма нагородив 132 особи, Віктор Ющенко — 114, Віктор Янукович — 40, Петро Порошенко — 163, Володимир Зеленський — 700. 554 особи нагороджені за життя, 595 — посмертно.
Семеро з них було позбавлено звань, ще на трьох рішеннями Ради національної безпеки і оборони України накладено тимчасові санкції у вигляді позбавлення державних нагород.
Кілька указів 2022—2025 років про нагородження не публікувалися, імена героїв не розкриваються. З різних джерел відома інформація про присвоєння звання щонайменше 32 особам. Таким чином загальна кількість нагороджених — не менше 1181 особи.

## Надання звання Герой України загиблим Героям Небесної Сотні
24 лютого 2014 року Верховна Рада України ухвалила Постанову № 774-VII «Про вшанування учасників збройних конфліктів під час мирних акцій протесту», якою передбачено звернутися до наступного Президента України з пропозицією посмертно надати звання Герой України полеглим цивільним учасникам збройних конфліктів під час мирних акцій протесту в Україні впродовж листопада 2013 — лютого 2014 року (згідно зі ст. 112 Конституції України виконувач обов'язків Президента України не має повноважень нагороджувати державними нагородами).
21 листопада 2014 року, коли вперше відзначався День Гідності та Свободи, Президент України Петро Порошенко під час зустрічі з родинами загиблих активістів підписав Указ про надання 99 Героям Небесної Сотні звання Герой України з відзначенням орденом «Золота Зірка». Через те, що звання Герой України може бути надано винятково громадянам України, три іноземці, які загинули під час Революції Гідності, були нагороджені орденом Героїв Небесної Сотні.
1 Герой України — Михайло Жизневський — був іноземцем. Надання йому звання Герой України стало можливим після прийняття Верховною Радою у квітні 2017 року поправки до Закону України «Про державні нагороди України», відповідно до якої це звання може бути надано, як виняток, посмертно іноземцю-учаснику Революції Гідності, нагородженому орденом Героїв Небесної Сотні.

## Судове скасування Указів щодо відзначення званням Герой України
- 2 квітня 2010 року Донецький окружний адміністративний суд визнав незаконним та скасував Указ Президента Віктора Ющенка про надання С. Бандері звання Героя України. Суд визнав протиправним і таким, що підлягає скасуванню вказаний Указ, оскільки таке звання може присуджуватися тільки громадянам держави; набуття громадянства України є можливим з 1991 року; особи, що померли до цього року не можуть бути громадянами України; Бандера Степан Андрійович помер у 1959 році; тому він не є громадянином України, через що не може бути нагороджений званням «Герой України».[13]
- 21 квітня 2010 року Донецький апеляційний адміністративний суд визнав незаконним та скасував Указ Президента Віктора Ющенка про надання Роману Шухевичу звання Героя України[14] з тих самих мотивів.

Разом з тим, відповідно до статті 16 «Позбавлення державних нагород» Закону України «Про державні нагороди України»,

Позбавлення державних нагород може бути проведено Президентом України лише у разі засудження нагородженого за тяжкий злочин за поданням суду у випадках, передбачених законом.

Вказана процедура в обох випадках проведена не була, у зв'язку з чим юридичні наслідки прийнятих судами рішень, як і законність самих судових рішень, дискусійні.